# Волинське (Україна)
Волинське — селище в Україні, у Тавричанській сільській громаді Каховського району Херсонської області. Населення становить 746 осіб.

## Історія
Землі, на яких сьогодні розташовані населені пункти Федорівської та Волинської сільських громад, в кінці XVIII століття за наказом Катерини ІІ були продані німецькому генералу Шліппе. Володіння його розміщувалися між поселеннями Торгаївка і Хрестівка. Наприкінці 1816 року з Німеччини в Таврійську губернію розпочалося переселення німців з метою «навчання» наших селян вміло вести сільське господарство, яким генерал Шліппе продавав цю землю частками і за більшу ціну. На місці своєчасного селища Волинське в той же час будує свій маєток німець Геслер, якому Шліппе продав 1000 десятин орної землі і 10 десятин — винограду.
У 1905 році Геслер перепродав ці землі заможному селянину Митрофану Желябову.
У січні 1918 року після окупації таврійських степів частинами Червоної армії, почався перерозподіл власності, а саме: земель сільськогосподарського призначення.
На час створення Каховського району, в селі Федорівка 2-га мешкало 169 селян, в Посьолке при 2-й Федорівці — 490 селян. На той час у Федорівці 2-й працював паровий млин, а по хуторах 7 вітряків.
У 1927 році у висілках 2-га Федірівка налічувалось 206 господарств, в тому числі 6 — неселянського типу. Кількість населення: 184 — чоловіка, 184 — жінки, разом — 368. Переважна національність — росіяни.
В січні 1929 року організовується зернотрест «Червоний Перекоп» до складу якого увійшли і землі Федорівки 2. Настає період примусової колективізації. Починається репресії над заможними селянами.
Тих, хто чинив опір діям окупантів, було виселено до Сибіру, а їх будинки заселяли жителями із Волині, які торгували дьогтем. Але волиняни в нашій місцевості не прижилися і з часом виїхали, а згадкою про них залишилася назва поселення Волинське, яке офіційно було перейменовано в 1940 році. Раніше, на території, де на цей час розташоване селище Волинське, протікало дві річки, які з'єднували дві великі впадини: Рубанівську та Агайманську. Річки через погодні умови обміліли, а згодом і зовсім повисихали. З часом їх занесло піском та пилом. Біля цих річок стояв великий вітряк, де молотили борошно.
Пам'ятає Волинська громадськість одного з перших керівників відділення Федорівки 2 зернорадгоспу «Червоний Перекоп». Це Кириченко Олексій Іларіонович. Він народився 25 лютого 1908 року в селі Чернобаївка на Херсонщині в родині робітника — залізничника, який загинув на Південно-Західному фронті в Галичині. Мати лишилася з шістьма малолітніми дітьми. Олексій закінчивши чотири класи початкової школи розпочав трудову діяльність. Підпасок, пастух, наймит, чорнороб у каменоломні, робітник по ремонту шляху залізниці та сільський тракторист. У 1927 році Кириченко закінчує в Херсоні курси професійно-технічної школи. Працює механіком у Кустанайському зернорадгоспі.
Восени 1929 року він повертається на Херсонщину, та стає старшим механіком, а через три місяці керуючим відділення зернорадгоспу «Червоний Перекоп» у Федорівці другій. Тут він проявив свою нечувану кмітливість і енергійність, які надали поштовху в його подальший біографії.
З серпня 1931 року Кириченко О. І. — студент Зерноградського інституту інженерів-механіків соціалістичного землеробства. Потім викладацька, партійна робота в апараті ЦК КП(б)У від інструктора до обрання на посаду першого секретаря ЦК у червні 1953 року. З грудня 1956 року по січень 1960 року він другий секретар ЦК КПРС.
В травні 1931 року в Каховському районі створюється радгосп «Скотовод» з центральною садибою в Федорівській сільській раді. Волинське відділення переходить до складу радгоспу «Скотовод», який потім перейменовується в радгосп імені Рози Люксембург.
В період розбудови соціалізму селяни показали зразки трудового героїзму. Мирна праця радянських людей була порушена вторгненням німецьких загарбників. За словами очевидців самих бойових дій у Волинському не було, але його бомбили й обстрілювали. Стояли ферми, де держали худобу, і щоб якось ходити на роботу, годувати худобу та доїти корів, рили окопи від села й до ферми і повзли по них, здираючи навіть шкіру на обличчі. Окопи були мілкі, багато каміння, а пригиналися дуже низько, щоб не зачепило кулями або осколками від снарядів.
Майже всі чоловіки пішли на війну, багато хто пропав безвісти, багато хто загинув, захищаючи свою рідну землю. Волинська територіальна громада пишається та пам'ятає визволителів Батьківщини від фашистського ярма.
Кива Іван Олексійович пішов на війну з перших днів, повернувся в Волинське інвалідом. Нагороджений орденами Червоного Прапору та Вітчизняної війни ІІ ступеня.
Матвієнко Михайло Павлович брав участь у штурмі Берліна та в боях на Далекому Сході. Нагороджений орденами Слави ІІІ ступеня та Вітчизняної війни ІІ ступеня, медаллю «За перемогу над Японією».
Севащук Іван Андрійович нагороджений орденами Червоного прапору та вітчизняної війни ІІ ступеня, медаллю «За оборону Сталінграда».
Ще вісім представників громади стали кавалерами ордена Вітчизняної війни ІІ ступеня. Це Латишев Сергій Гаврилович із с. Остапенка, Литвин Микола Степанович, Науменко Олексій Маркович, Пулін Федір Кирилович, Самусенко Олександр Олександрович, Суров Сергій Євдокимович, Тушевський Петро Бернардович, Фуга Сергій Федорович. Литвин М. С. також нагороджений медаллю «За перемогу над Японією». Науменко О. М. визволяв Кишинев, Румунію і брав участь в штурмі Берліна, а Фуга С. Ф. був нагороджений медаллю «За взяття Кенігсберга». Необхідно і віддати шану Бондаренку Іллі Яковичу, який отримав важкі поранення при захисту Москви у 1941 році.
Першими серед працівників тилу були: Базилевич Федір Миколайович, Гомонець Катерина Матвіївна, Зарудня Мотря Федотівна, Крючкова Катерина Савелівна, Кива Федора Карпівна, Федоненко Микола Микитович, Федоненко Мотря Іванівна, Яригіна Дарина Яківна.
Базилевич Антоніна Петрівна примусово була вивезена в Німеччину, де працювала ковалем, і лише після війни повернулася у Волинське.
Ім'ям одного з бійців названо вулицю селища Волинське. Це вулиця Марії Павлівни Денисової — червоноармійця зенітного артилерійського полку, 1922 року народження, яка під час бою 2 листопада 1943 року загинула та похована на сільському кладовищі.
Воїнам, загиблим при обороні Волинського в період Великої Вітчизняної війни, в центрі селища встановлено пам'ятник. Біля нього покоїться могила, де перезахоронені останки, знайдених загиблих радянських воїнів.
Зразу після Великої Вітчизняної війни керуючим відділку радгоспу ім. Рози Люксембург став Сиващук Іван Андрійович, який отримав почесне звання «Майстра комбайнового збору». Він зробив винахід за рахунок якого волокуша до комбайну збирала з цього поля солому. За винахід Сиващук одержав премію в сумі 800 карбованців і став учасником сільськогосподарської виставки у м. Херсоні за слідуючи досягнення відділку. Під його керівництвом Волинське відділення радгоспу ім. Рози Люксембург зібрало з 8 000 гектарів мільйон пудів хліба. В той же час радгосп «Червоний Перекоп» також зібрав мільйон пудів хліба, але з площі в 20 000 гектарів.
1 січня 1976 року в селищі Волинському на базі відділку радгоспу імені Рози Люксембург був створений радгосп імені генерала Карбишева. На підставі рішення Херсонського облвиконкому від 16 липня 1982 року № 452/13 у Каховському районі утворено Волинську сільську раду з центром в селищі Волинське з підпорядкуванням їй селища Остапенка.
Першим головою радгоспу ім. Генерала Карбишева був призначений Новаков Віктор Миколайович, славний син степової Херсонщини. Він народився 31 березня 1938 року в селі Фрунзе Іванівського району. Розпочав трудову діяльність в 1955 році трактористом Агайманської МТС Іванівського району. Після служби в лавах Радянської армії у 1957—1960 роках Новаков В. М. протягом 6 років працював трактористом та бригадиром землеробської бригади радгоспу «Агайманський». А після навчання у Кіровоградському сільськогосподарському технікумі з 1969 по 1972 рік працював керуючим відділенням радгоспу ім. Рози Люксембург Каховського району. З 1972 по 1976 рік він керуючий відділку № 2 та секретар парткому цього господарства. В 1976 році без відриву від виробництва Віктор Миколайович закінчує Херсонський сільськогосподарський інститут і отримує кваліфікацію вченого агронома. На посаді директора новоствореного радгоспу Новаков В. М. успішно працює з 1976 по 1987 рік.
За цей час розпочався розквіт господарства та соціальної сфери Волинської територіальної громади. Були побудовані корівник на 200 голів, свинарники, бійня, критий тік, майстерня, бурт, відділ будівництва, гараж, ангар та побудовані і впорядковані ферми. Збудовані двохповерхові будівлі середньої школи на 624 міста та дитячого садка на 90 міст, їдальня на 50 міст і медичний пункт, 15 переселенських будинків та житлові будинки спеціалістів. За особливі заслуги в області соціального будівництва Віктор Миколайович був нагороджений орденом Трудового Червоного Прапору.
Опісля радгосп очолив Третяк Іван Миколайович. Під його керівництвом було завершено будівництво будинку тваринників та доріг з твердим покриттям.
З 1991 по 1996 роки директором радгоспу працював Зайцев Володимир Васильович, а після нього Новаков Микола Вікторович.
Славою трудових досягнень відмічено багато жителів громади. Серед них нагороджені: двома орденами Трудового Червоного Прапору тракторист-машиніст широкого профілю Барановський Анатолій Петрович, орденом Трудової Слави ІІІ ступеня трактористи Левко Володимир Васильович та Луговський Григорій Омелянович, медаллю «За трудову відзнаку» Науменко О. М., Кива І. О., Панченко І. О. і Пшик В. М., медаллю «За трудову доблесть» Здрачук М. П., Кондратенко К. Я. та Шпичак Д. П..
Кількість населення Волинської сільської територіальної громади на 01.12.2012 року складає: 655 осіб з них: 569 — с. Волинське і 86 — с. Остапенка. В тому числі: 83 пенсіонера, 31 дитина дошкільного віку та 60 школярів.
Площа території сільської ради складає 8964,37 га. З них: 8432,8 га — рілля. В тому числі 1222 га — зрошення. Власниками земельних паїв після припинення свого існування радгоспу ім. Генерала Карбишева стали 567 його колишніх працівників.
На цей час на території сільської ради працюють ТОВ «Агротекс-Миколаїв» (Рябцев В. М.), ТОВ «Торговий дім» «Продексім» (Колихаєв І. В.), ПП Полозова Л. М., ФГ «Травень» (СтуканМ. Ф.), «КСВ» (Коловоротній С. В.), ФГ «Пламя» (Кондратенко Д. М.), ПП Матевосян А. А., ТОВ «Супер Нива» (Полозова Л. М.), ПП Корінь О. М., ФОП Закряченко В. А., ФГ «Ювіол» (Юсупов О. Ю.), ПП «Агро-Дар» (Ковальчук Г. С.) та одноосібники.
Першим головою Волинської сільської ради була обрана Сосна Валентина Павлівна. Після неї раду очолювали: Новаков Віктор Миколайович, Писарчук Ольга Юрьївна, Зайцев Володимир Васильович, Заяць Василь Михайлович. З 2006 року двічі поспіль селяни обирали сільським головою Нізкіх Андрія Григоровича. Секретарем ради обиралися: Данілова Антоніна Станіславівна, Сосна Валентина Павлівна, Мартинюк Неля Анатоліївна, Круглова Віра Михайлівна. На цей час в складі ради 14 депутатів, у виконавчому апараті працюють спеціалісти: Мельник Н. В., Сосна С. А., Димова Л. І. та Шпичак Н. В..
На території Волинської сільської ради працює середня школа І-ІІІ ступенів. Першу школу тут відкрили у будинку німецького поміщика Геслера у 1905 році. Це було невелике приміщення — коридор і дві класні кімнати де навчалися учні з 1 по 4 клас. Школа припиняла свою діяльність на час німецької окупації з 1941 по 1943 рік. З 1 вересня 1943 року Волинська початкова школа поновила свою діяльність. Вчителями працювали П'ятигорець О. З., Черняєва О. П., Леонтєва Д. Г. В різний час вчителями початкової школи працювали Власик Т. В., Собко В. В., Заєць С. К., Заєць В. М., Корінь О. Г., Жайворенко Г. С..
З 1979 по 1983 рік завідувачем Волинської початкової школи працював Заяць В. М.. У 1983 році початкова школа була реорганізована у восьмирічну, (директором якої був призначений Малишенко П. М.), в 1993 році — у середню, а в 1994 — в загальноосвітню школу І-ІІІ ступенів. З на 1 вересня 2012 року в школі навчається 60 учнів, працює 19 вчителів та 10 осіб обслуговчого персоналу.
По вулиці 35-річчя Перемоги розташована Волинська сільська бібліотека. Завідувачами бібліотеки працювали: Писарева О. Й., Пушкар Н., Круглова В. М., Нізкіх С. М.. В 2010 році бібліотека стала переможцем конкурсу програми «Бібліоміст» з організації нових бібліотечних послуг. В приміщенні будівлі дитячого садка «Сонечко» 6 жовтня 2011 року відбулося відкриття Інтернет-центру та новосілля бібліотеки. На сьогодні вона надає користувачам нові послуги: — спілкування за допомогою Skype в соціальних мережах; — актуалізація вкладників Ощадбанку колишнього СРСР. Постійно проводяться масові заходи: вечори, диспути, вікторини, голосні читання, круглі столи. Постійно змінюються книжкові виставки.
З січня 1976 року, до селища масово почали прибувати переселенці з різних куточків колишнього Радянського Союзу. І в цьому ж році був побудований дитсадок на 70 місць. Відкрили три групи: старша, середня та молодша. Завідувачкою цього дитсадка працювала Зайцева С. М., завгоспом — Гринь Н. В., вихователями — Соловей В., Тимофєєва Л. О., Сацюк В. В., нянями — Хижинська М., Філенко Г.. Але в середині 1980-х років, в зв'язку з високою народжуваністю, радгосп розпочав будівництво двохповерхової будівлі дитсадка на 90 місць. Будівництво завершилося 2 грудня 1986 року, а 10 січня 1987 року новобудова дитячого садка прийняла перших діточок.
Завідувачкою дитсадка працювала Остапенко Л. В., вихователями — Табор Н. П., Тимофєєва Л. О., Волощук О., Хомін І. С., нянями — Карнарчук Н. В., Герман Т. Є., кухарем — Дубинська В. П.. В 2000 році при ліквідації радгоспу, дитячий садок був переданий на баланс сільської ради, але за недостатнім фінансуванням тимчасово припинив свою діяльність.
В 2011 році сільська рада за допомогою районної ради та райдержадміністрації розпочала ремонт дитячого садка. Відновлено: систему опалення, електро та водозабезпечення, каналізаційної системи, замінені двері, проведено ремонт покрівлі.
В селищі Волинське активно працює сільський Будинок культури (директор Табор Надія Петрівна). Збудований в 1968 році заклад культури є головним місцем проведення вечорів відпочинку для молоді та проведення культурно-масових заходів для сільської громади. Активну участь у художній самодіяльності беруть солісти Чайка Н. В., Ціомашко А. М. та Іваніцька Л.
З 1980 по 1995 роки завідувачем Волинського фельдшерсько-акушерського пункту сумлінно працювала Лисоконь Віра Тихонівна. В 2007 році у ФАПі зроблене автономне опалення, а в 2009 — замінені двері та вікна на пластикові. На цей час в закладі злагоджено працюють молоді спеціалісти — завідувачка Самусенко О. А. і Гловацька Я. В. та вже більше 10 років санітаркою Осіпова З. М..
Пишається громада своїми земляками, що пройшли службу в Афганістані. Це Здрачук Анатолій Миколайович та Поздняков Анатолій Анатолійович, які чесно виконали свій обов'язок відповідно у 1983—1985 та 1986—1988 роках. Вони обидва нагороджені медаллю «За бойові заслуги» та багатьма іншими медалями.
Населення Волинської громади обслуговують два торгових підприємця Лаба Ю. М. та Чайка Н. В., комунальні послуги надає СКП «Надія» (директор Кожухар І. М.), яке забезпечує жителів Волинського питною та технічною водою, а поштові послуги надає відділення що очолює ввічлива, порядна людина Панченко Валентина Олексіївна.
Ветеранську організацію в с. Волинське спілкує та організовує Абраменко Тамара Іванівна, а ветеранську організацію селища Остапенка — Шпичак Любов Іванівна.
Любов Іванівна неординарна, яскрава людина від бога, яка навколо себе має згуртувати та очолити громадськість на добрі, поважні діла. Вона багато років обиралась депутатом районної та сільської ради. Як кажуть жителі Остапенка: «Любов Іванівна — золота людина, усе селище держиться на ній».
24 лютого 2022 року село тимчасово окуповане російськими військами під час російсько-української війни.

## Населення

### Мова
Розподіл населення за рідною мовою за даними перепису 2001 року:
| Мова       | Кількість | Відсоток |
| ---------- | --------- | -------- |
| українська | 698       | 93.57%   |
| російська  | 46        | 6.17%    |
| білоруська | 1         | 0.13%    |
| румунська  | 1         | 0.13%    |
| Усього     | 746       | 100%     |